# Walter Brown (Sänger)
Walter Brown (* 17. August 1917 in Dallas; † Juni 1956 in Lawton, Oklahoma) war ein amerikanischer Blues- und Jazzsänger und Songwriter, dessen Kennzeichen ein nasaler Gesang in der Tradition Big Joe Turners war, jedoch ohne dessen starker Betonung des Blues-Shoutings.

## Leben und Wirken
Brown trat zunächst in Cafés in Kansas City auf. Von 1941 bis 1945 arbeitete er als Bandsänger mit dem Orchester von Jay McShann (in dem 1941 auch der junge Charlie Parker spielte). Am 30. April 1941 entstanden in Dallas Aufnahmen Browns und McShanns, bei denen für Decca Records u. a. die Vokalnummern „Hootie Blues“ und „Confessin’ the Blues“ entstanden; letzterer Song, von Brown und McShann geschrieben, wurde ein Hit für Brown/McShann und etablierte den Bandleader landesweit. In späteren Jahren wurde der Song auch von Wynonie Harris, B. B. King, Little Walter, Chuck Berry, Joe Williams, Esther Phillips und The Rolling Stones (12×5, 1964) gecovert. Weitere Aufnahmen Browns mit dem McShann-Orchester entstanden von 1941 bis 1943 in Chicago und New York („Lonely Boy Blues“) sowie Rundfunkaufnahmen aus dem Club Plantation in Los Angeles im März 1944.
Brown verließ 1944 abrupt die McShann-Band, wo er durch Jimmy Witherspoon ersetzt wurde. Zurück in Kansas City trat er als Hauptattraktion in einer Revue im Chez Paree auf und strebte eine Solokarriere an, jedoch ohne großen Erfolg. 1945 entstanden Aufnahmen mit dem Skip Hall Orchestra („Susie May“ und „(I Love My Baby) I'm A Liar If I Say I Don't“, Queen #4108); 1947 nahm er in New York City mit Tiny Grimes für Signature Records („Open the Door, Richard“) und in Houston mit McShann in kleinerer Besetzung für Mercury Records („W.B. Blues“/„Sloppy Drunk“) auf. Letzte Aufnahmen Browns mit McShanns Band (u. a. mit Harold Ashby und Ben Webster) entstanden in Kansas City für Capitol Records im April und Oktober 1949.

## Diskographische Hinweise
- Walter Brown with the Jay McShann Band: Confessin' the Blues (Affinity Records, ed. 1981)
- Jay McShann Orchestra Featuring Charlie Parker & Walter Brown: Blues from Kansas City  (GRP Records, ed. 1992)
- The Chronological Walter Brown 1945-1947 (Classics)
- The Chronological Walter Brown 1947-1951 (Classics)